# クロエの祈り
『クロエの祈り』（クロエのいのり、Inch'Allah）は2012年のカナダ・フランス合作のドラマ映画。
1人のカナダ人女性医師の目を通してパレスチナ問題の厳しい現実を描いている。
2012年9月の第37回トロント国際映画祭で初上映され、翌2013年2月に行なわれた第63回ベルリン国際映画祭でFIPRESCI賞、特別エキュメニカル審査員賞を受賞している。
日本では劇場未公開で、2014年8月にWOWOWでテレビ放送された。その後、2015年1月にDVDがリリースされた。

## ストーリー
カナダ人の女性産婦人科医クロエは赤十字のボランティアとしてイスラエルで暮らしながらパレスチナの診療所で働いている。日々繰り返されるイスラエル軍によるパレスチナの人々に対する弾圧に辟易としながらも、クロエは患者の妊婦ランドやその家族と親しくなる。しかし、ランドたちと親しくなればなるほど、クロエは「外国人＝部外者」である自分と彼らとの間に距離があることを感じる。そんな中、急に産気づいたランドが乗った車が軍の検問に阻まれて病院に辿り着けない事態が発生する。ランドの兄ファイサルの必死の願いも検問の兵士には届かず、それに強く抗議したクロエも銃を向けられる。仕方なくクロエは車の中で何とかランドの赤ん坊を取り上げ、病院に連れて行こうとするが、その途中で赤ん坊は亡くなる。これをきっかけにクロエとランドの関係はぎくしゃくし、ランドはクロエに「国に帰れ」との言葉をぶつける。しばらくしてクロエはランドが自爆テロを起こして死んだことを知る。

## キャスト
- クロエ - エヴリンヌ・ブロシュ（フランス語版）： カナダ人女性産婦人科医。
- ランド - サブリナ・ウアザニ（フランス語版）： クロエの患者のパレスチナ人妊婦。
- アバ - シヴァン・レヴィ（フランス語版）： クロエの隣人のイスラエル人女性。徴兵で検問所に勤務。
- ファイサル - ユーセフ・スウェイド（フランス語版）： ランドの兄。
- イマド - アフマド・マサド： ランドの夫。ファイサルの友人。
- ミカエル - カルロ・ブラント（フランス語版）： クロエの同僚医師。
- 検問の兵士 - ヨアヴ・ドナット